# V. Erik svéd király
V. Erik Ringsson (? – 950 k.) svéd király 940-től haláláig.
Hring király fiaként született, és fivérével, I. Emunddal együtt uralkodott.

## Fordítás
- Ez a szócikk részben vagy egészben  az   Érico V Ringsson című portugál Wikipédia-szócikk fordításán alapul.  Az eredeti cikk szerkesztőit annak laptörténete sorolja fel. Ez a jelzés csupán a megfogalmazás eredetét és a szerzői jogokat jelzi, nem szolgál a cikkben szereplő információk forrásmegjelöléseként.

| Előző uralkodó: Hring | Svédország uralkodója 940 – 950 I. Emunddal együtt | Következő uralkodó: II. Emund |